# Pierre Curie
Pierre Curie (Paris, 15 de maio de 1859 — Paris, 19 de abril de 1906) foi um físico francês, pioneiro no estudo da cristalografia, magnetismo, piezoelectricidade e radioactividade.
Junto da esposa, Marie Curie, recebeu o Nobel de Física de 1903, "em reconhecimento pelos extraordinários serviços que ambos prestaram através da suas pesquisas conjuntas sobre os fenómenos da radiação descobertos pelo professor Henri Becquerel".

## Biografia
Pierre nasceu em 15 de maio de 1859, em uma casa localizada na rue Cuvier 16, no 5º arrondissement de Paris. Era filho de Eugène Curie (1827 – 1910), médico da região da Alsácia e de Sophie-Claire Curie (1832 – 1897), filha de um rico industrial da mesma região. Pierre tinha também um irmão mais velho, Jacques (1855-1941), de quem era muito próximo.
| “ | Se o ambiente familiar onde cresceram Jacques e Pierre Curie era modesto e não isento de preocupações, reinava, no entanto, um clima de ternura e carinho. | ” |

Eugène era um pensador liberal, republicano e anticlerical, e tentava passar tais valores para seus dois filhos. Com Pierre, ele compartilhava seu gosto pela natureza. Como muitos garotos de classe média de seu tempo, Pierre não foi à escola, mas foi educado em casa. Na adolescência já mostrava sinais de forte aptidão para a matemática e para a geometria. Aos 16 anos, obteve um bacharelado em Ciência na área de matemática.
Aos 18 anos, obteve uma licença em ciências físicas, o equivalente a um mestrado, pela Faculdade de Ciências em Sorbonne, também conhecida como Universidade de Paris, onde teve aulas com Charles Wurtz e depois Charles Friedel. Os dois químicos introduziram Pierre à natureza atômica da matéria, um assunto então controverso dentro da comunidade científica. Ele se formou em física em 1877.
Em 1880, o irmão de Pierre, Jacques, era um preparador no laboratório de mineralogia de Friedel. Ele estava interessado em certas propriedades do quartzo com o objetivo de preparar uma tese de doutorado. Pierre, então preparador assistente do laboratório de ensino de física, juntou-se a ele. Juntos, eles descobriram a piezoeletricidade, que é a propriedade de certos cristais, incluindo o quartzo, de emitir pequenas quantidades de eletricidade quando são comprimidos ou esticados ao longo de certos eixos de simetria. Eles também inventam um gerador de pequenas quantidades de eletricidade, chamado quartzo piezoelétrico, que construíram pela Central Chemical Company.
Pierre não seguiu imediatamente para o doutorado devido à falta de dinheiro. A colaboração entre os dois irmãos terminou no final de 1882, quando Jacques obteve o cargo de professor de mineralogia na Universidade de Montpellier. Quase ao mesmo tempo, no outono de 1882, Pierre foi nomeado preparador na escola municipal de física e química industrial da cidade de Paris. Esta escola acabara de ser criada pelos ex-professores de Pierre Curie, Charles Wurtz e Charles Friedel, entre outros.
Junto do irmão, Pierre também projetava e construía instrumentos de precisão. Ele aperfeiçoou a balança aperiódica, cujo sistema patenteou em 1888. Este instrumento permitia pesagens muito precisas a serem realizadas rapidamente, até o centésimo de um grama. Pierre estava, assim, estabelecendo ligações entre a indústria e fabricantes de instrumentos, bem como com os laboratórios.
Em 1891 realizou pesquisas experimentais em torno das propriedades magnéticas da matéria, com o objetivo de concluir uma tese de doutorado. Ele estudava 20 corpos magnéticos diferentes expostos a temperaturas que variam de temperatura ambiente a 1 370 °C. Estas experiências permitem-lhe descobrir várias leis fundamentais do magnetismo e definir o “ponto de Curie”, ou seja, o limite de temperatura a que qualquer corpo ferromagnético perde os seus poderes magnéticos. Em 6 de março de 1895 Pierre defendeu sua tese de doutorado sob a orientação do físico Gabriel Lippmann (1845-1921). No dia seguinte, ele assumiu o cargo de professor de física geral da faculdade de ciências.
A essa altura, Pierre tinha 36 anos. Era bastante atuante na rede científica francesa, mas também internacional, como mostra sua numerosa correspondência com cientistas famosos como Ernest Rutherford (1871-1937) e Lord Kelvin (1824-1907). Além da rede universitária, também fez parte de uma rede de industriais e fabricantes de instrumentos graças às suas invenções e patentes. Além disso, lecionando na Universidade de Paris, formou uma nova geração de cientistas que se integrariam a essas redes, como o físico Paul Langevin (1872-1946), de quem era amigo.

## Maria Skłodowska

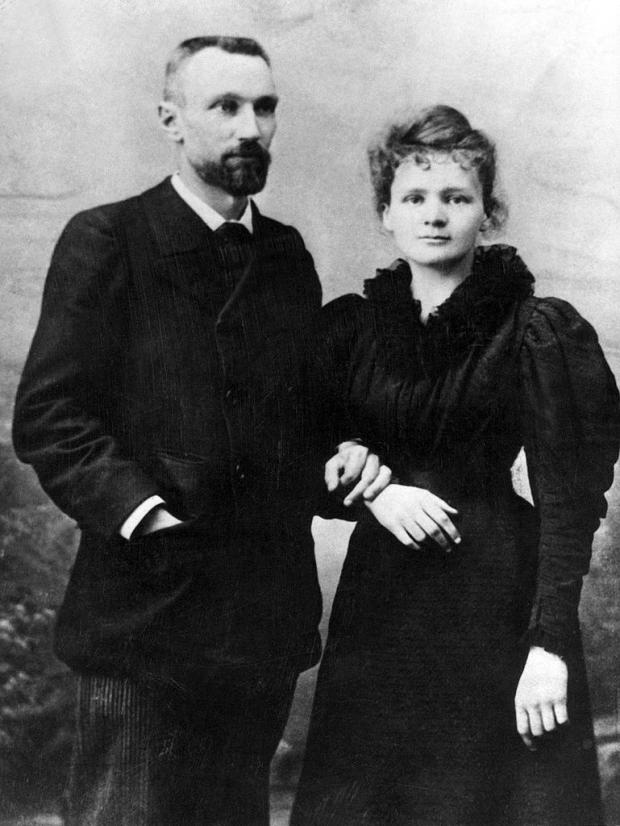
Pierre e Marie Curie, 1895

Pierre conheceu Maria através de seu amigo, o físico Józef Wierusz-Kowalski, em uma noite de primavera de 1894. Maria era uma estudante polonesa de 27 anos, da Sorbonne, que então trabalhava com as propriedades magnéticas dos aços endurecidos, financiado por uma bolsa da Sociedade para o Incentivo à Indústria Nacional. Como ela gostaria de conversar com alguém que entendesse do assunto, Józef a apresentou a Pierre.
Pierre a levou para seu laboratório como sua estudante. A admiração entre os dois começou a crescer até que ele a pediu em casamento. Maria recusou o primeiro pedido, mas enfim se casou com Pierre em 26 de julho de 1895, passando a se chamar Marie Curie. Eles se mudaram para um apartamento na rue de la Glacière, em Paris e depois para uma casa no Boulevard Kellermann após o nascimento de sua primeira filha Irene (1897-1956), em 12 de setembro de 1897. Eugène, após a morte da esposa, morou com o casal, tendo cuidado da pequena Irene enquanto os pais trabalhavam no laboratório.

## Pesquisa

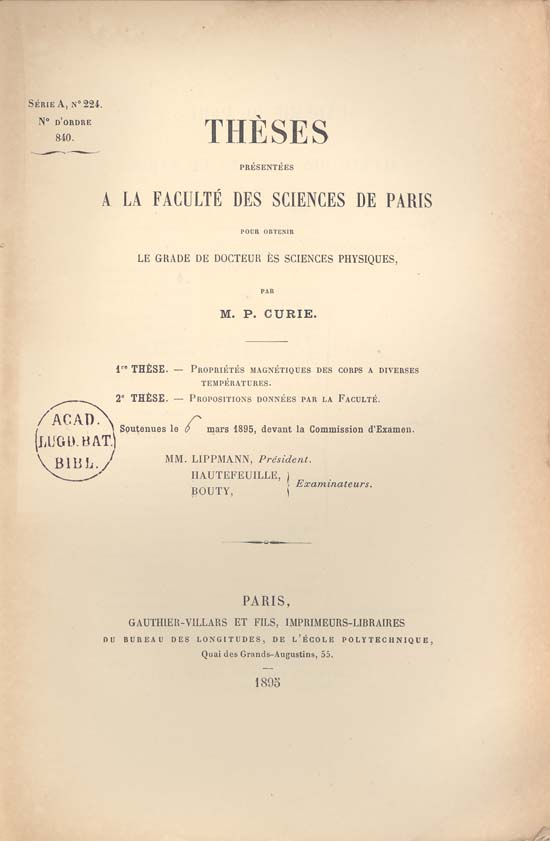
Pierre Curie: Propriedades magnéticas de corpos em várias temperaturas (1895). Tese apresentada à Faculdade de Ciências de Paris.

No final de 1897, alguns meses após o nascimento de Irene, Marie Curie queria iniciar uma tese de doutorado. Ela se interessava pelo novo fenômeno descoberto pelo físico francês Henri Becquerel (1852-1908) no ano anterior, o da radiação desconhecida e invisível emitida pelo urânio. Ainda que, em princípio, Pierre não participe ativamente do trabalho de sua esposa, seu papel nesta primeira fase continua importante. Pierre firma um acordo do diretor da faculdade de ciências para que Marie trabalhe nas dependências da instituição.
Pierre também a apresentou à sua rede científica, pela qual ela pode ter acesso aos minerais, sais, óxidos, coleções do Museu de História Natural, da Escola de Minas, etc., que ela empresta e estuda. Pierre era um especialista em instrumentos de precisão e também forneceu a Marie o conjunto experimental que ela usaria para medir a radiação.
Maria analisaria um grande número de substâncias em diferentes estados físicos e químicos para verificar se outros elementos além do urânio emitem raios, então chamados de raios "de Becquerel", sozinha em um primeiro momento. Suas medições permitiram hipotetizar a existência de um novo elemento químico, muito mais ativo do que o urânio. Em março de 1898, Pierre, após esses primeiros resultados promissores, deixou de lado sua própria pesquisa e juntou-se aos esforços de sua esposa.
As descobertas aconteceram em apenas alguns meses. Em julho de 1898, Marie e Pierre Curie assinaram em conjunto um artigo relatando a descoberta de um novo elemento químico radioativo, imediatamente denominado polônio. Em dezembro do mesmo ano, publicaram a descoberta de outro elemento químico radioativo, que chamaram de rádio.
Para convencer a comunidade dos químicos de que esses elementos eram realmente novos, os Curie se propuseram a obter rádio puro. Os dois cientistas então alternam entre medições físicas de radioatividade e tratamentos químicos. A quantidade de trabalho que eles dedicam foi muito importante e eles só podem contar com a ajuda de um assistente de laboratório, o Sr. Petit. André Debierne (1874-1949), um jovem químico que então trabalhava no laboratório físico-químico de Jean Perrin, colaboraria com os Curie a partir de 1899.
A partir de 1900, para melhor atender às demandas da pesquisa, Marie se concentrou na extração de rádio e Pierre no estudo de suas propriedades. Publicou em pouco tempo mais de dez artigos sobre diversos assuntos. Pierre se interessava, entre outras coisas, nos efeitos biológicos da radioatividade. Ele reproduziria uma experiência, já tentada por outros, colocando sais de rádio no braço e deixando-os agir por 10 horas. Isso permitiria que ele percebesse que a radioatividade queima a pele, e publicaria seus resultados em 3 de junho de 1901 com Henri Becquerel. Pierre então forneceu amostras radioativas ao dermatologista Henri Danlos (1844-1912), também aluno de Charles Wurtz, que, no hospital Saint-Louis, fez ensaios terapêuticos para tratar doenças como o lúpus e depois o câncer de pele.
No começo de 1903, Pierre e seu colaborador Albert Laborde (1878-1968) também se interessaram pelo calor emitido pelo rádio. Eles descobriram que o rádio derrete um pouco mais do que seu próprio peso de gelo em uma hora, o que significa que emite espontaneamente uma quantidade consistente de calor e, portanto, energia. Esta observação é importante pois, ao mesmo tempo permitiria, por exemplo, que os cientistas da época corrigissem o cálculo da idade da Terra, ainda que deixasse a pergunta sobre a origem da energia emitida pelo rádio. Algumas respostas a essa pergunta só surgiram anos depois, com o desenvolvimento dos modelos atômicos e nucleares.
Pierre esperou por muitos anos para poder melhorar suas condições de trabalho e seu laboratório. Receber uma cátedra lhe permitiria ter um laboratório próprio. Em setembro de 1900, complementaria sua formação adicional em física na Faculdade de Ciências de Paris, graças à ajuda do influente matemático francês Henri Poincaré (1854-1912) e do reitor da faculdade, Gaston Darboux (1842 -1917).

### Espiritualismo
O casal Curie autenticou a médium Eusapia Paladino, numa carta a Georges Gouy, datada de 24 de Julho de 1905, por sessões supervisionadas por eles próprios:
| “ | Foi muito interessante e, realmente os fenômenos que vimos pareciam inexplicáveis como truques, mesas com quatro pernas suspensas, movimentos de objetos até a certa distância, mãos que beliscam ou acariciam a pessoa, aparições luminosas. Tudo num local preparado por nós, com um pequeno número de espectadores, todos conhecidos nossos e sem qualquer possível cúmplice. O único truque possível é o que poderia resultar da extraordinária facilidade da médium como mágica. Mas, como explicar o fenômeno quando se está segurando as mãos e os pés dela e quando a luz é suficiente para se ver tudo que acontece? | ” |

O casal confirmou a genuinidade de Paladinho em outra carta, em 14 de abril de 1906, poucos dias antes de Pierre morrer, novamente a Georges Gouy:
| “ | Tivemos mais algumas sessões com a médium Palladino. O resultado é que esses fenômenos realmente existem e não é mais possível para mim duvidar disso. É improvável, mas existem, e é impossível negar isso, após as sessões que tivemos, em condições controladas. Uma espécie de membros fluidos destacam-se da médium (principalmente dos braços e das pernas…) e empurram com força os objetos. Esses membros fluidos se formam em geral sobre um pedaço de material negro… Mas algumas vezes eles pulam para o ar aberto. Não tenho dúvida que depois de algumas boas sessões, você se convencerá… Você, que tem uma intuição tão grande, com tanta frequência sobre os fenômenos, como explica esses deslocamentos de objetos de uma distância, como concebe que a coisa seja possível? Existe aqui, em minha opinião, todo um território de fatos inteiramente novos, e estados físicos no espaço, dos quais não temos qualquer ideia. | ” |

Devido à sua promoção pseudocientífica do espiritualismo, críticos citam Curie como um dos exemplares de casos da Doença do Nobel.

## Morte
No caminho de volta de uma reunião da Associação de Professores das Faculdades de Ciências, enquanto cruzava a rue Dauphine, em Paris, Pierre foi atropelado por uma carruagem. Pierre morreu instantaneamente no momento do atropelamento em 19 de abril de 1906, em decorrência dos ferimentos na cabeça causados pelo acidente. Seu funeral aconteceu em 21 de abril, onde apenas familiares e amigos próximos foram convidados.
Marie Curie recebe muitas cartas de condolências de amigos, alunos e cientistas franceses e internacionais que conheceram Pierre Curie. O cientista deixou para a posteridade um rico patrimônio científico, abrangendo campos tão diversos como a física e a química teórica e experimental, a indústria e a construção de instrumentos.
Os restos mortais de Pierre e Marie foram depositados na cripta do Panthéon de Paris em abril de 1995.

## Legado
O curie (Ci) é uma unidade de radioactividade correspondente a 3,7 x 1010 desintegrações por segundo. O nome da unidade foi originalmente atribuído, em homenagem a Pierre Curie, pelo Congresso de Radiologia de 1910. A filha de Pierre e Marie Curie, Irène Joliot-Curie e o seu genro, Frédéric Joliot, foram igualmente físicos destacados, que se dedicaram ao estudo da radioatividade.
As experiências do casal Curie com radiatividade geraram queimaduras, involuntárias ou não, já que ambos foram expostos a doses contínuas de radiação em sua pesquisa. Ambos tiveram sintomas relacionados ao envenenamento radiativo e Marie Curie morreu de anemia aplástica, em 1934, em decorrência de tal exposição. Ainda hoje, todos os papéis, diários e relatórios produzidos pelo casal desde 1890 são perigosos de manusear. Seus cadernos de laboratório são mantidos em caixas especiais de chumbo e pessoas que desejem consultá-los precisam usar roupas especiais de proteção.
Caso Pierre não tivesse morrido no atropelamento, é bem provável que ele tivesse morrido devido aos efeitos da radiação, como sua esposa, sua filha Irène e seu genro, Frédéric Joliot.

## Publicações
- Recherche sur la chaleur rayonnante, com Paul Desains, 1880.
- Contractions et dilatations produites par des tensions électriques dans les cristaux hémièdres à faces inclinées, com Jacques Curie, 1881.
- Sur les répétitions et la symétrie, 1885.
- Sur un électromètre à bilame de quartz, 1888.
- Sur un électromètre astatique pouvant servir comme wattmètre, com René Blondlot, 1889.
- Sur une balance de précision apériodique et à lecture directe des derniers poids, 1889.
- Sur la symétrie dans les phénomènes physiques, symétrie d'un champ électrique et d'un champ magnétique, 1894.
- Propriétés magnétiques des corps à diverses températures, tese de doutorado, 1895. online
- Sur une nouvelle substance fortement radioactive contenue dans la pechblende, com Marie Curie e Gustave Bémont, 1898.
- Sur la charge électrique des rayons déviables du radium, 1900.
- Les nouvelles substances radioactives et les rayons qu’elles émettent, 1900.
- Sur la radioactivité induite provoquée par des sels de radium, com André Debierne, 1901.
- Notice sur les travaux scientifiques de Pierre Curie, 1902. online
- Sur un appareil pour la détermination des constantes magnétiques, 1904. online
- (préf. Marie Curie), Paris, Éd. des Archives Contemporaines, 1984 (1a. ed. 1908), 621 p. (ISBN 978-2-903928-07-0). online